# Intelsat 903
O Intelsat 903 (IS-903) é um satélite de comunicação geoestacionário construído pela Space Systems/Loral (SS/L). Ele está localizado na posição orbital de 60 graus de longitude oeste e é operado pela Intelsat. O satélite foi baseado na plataforma LS-1300HL e sua vida útil estimada era de 13 anos.

## Serviços
Os seguintes serviços são oferecidos no Intelsat 903: recepção de rádio e televisão, acesso à Internet, telefonia, redes corporativas. Vários programas para grandes partes da África e da televisão francesa em forma de televisão paga operados pela CanalSat Caraïbes do Caribe.

## Lançamento
O satélite foi lançado com sucesso ao espaço no dia 30 de março de 2002, às 17:25:00 UTC, por meio de um veículo Proton-K/Blok-DM3 a partir do Cosmódromo de Baikonur, no Cazaquistão. Ele tinha uma massa de lançamento de 4725 kg.

## Capacidade e cobertura
O Intelsat 903 é equipado com 44 transponders em Banda C e 12 em Banda Ku para fornecer radiodifusão, serviços de negócios, difusão de televisão direct-to-home, de telecomunicações, redes VSAT. Com cobertura sobre a Europa, África, Oriente Médio, América do Norte e América do Sul.